# 6. Königlich Bayerische Division
Die 6. Division, im Ersten Weltkrieg als 6. Infanterie-Division bezeichnet, war ein Großverband der Bayerischen Armee.

## Gliederung

### Friedensgliederung 1914
- 11. Infanterie-Brigade in Ingolstadt
- 12. Infanterie-Brigade in Regensburg
- 6. Kavallerie-Brigade in Regensburg
- 6. Feldartillerie-Brigade in Nürnberg

### Kriegsgliederung vom 2. August 1914
- 11. Infanterie-Brigade
  - 10. Infanterie-Regiment „König Ludwig“
  - 13. Infanterie-Regiment „Franz Joseph I., Kaiser von Österreich und Apostolischer König von Ungarn“
- 12. Infanterie-Brigade
  - 6. Infanterie-Regiment „Kaiser Wilhelm, König von Preußen“
  - 11. Infanterie-Regiment „von der Tann“
- 2. Chevaulegers-Regiment „Taxis“
- 6. Feldartillerie-Brigade
  - 3. Feldartillerie-Regiment „Prinz Leopold“
  - 8. Feldartillerie-Regiment „Prinz Heinrich von Preußen“
- 2. Kompanie/3. Pionier-Bataillon

### Kriegsgliederung vom 25. März 1918
- 11. Infanterie-Brigade
  - 6. Infanterie-Regiment „Kaiser Wilhelm, König von Preußen“
  - 10. Infanterie-Regiment „König Ludwig“
  - 13. Infanterie-Regiment „Franz Joseph I., Kaiser von Österreich und Apostolischer König von Ungarn“
  - MG-Scharfschützenabteilung 3
  - 3. Eskadron/2. Chevaulegers-Regiment „Taxis“
- Bayerischer Artillerie-Kommandeur 6
  - 3. Feldartillerie-Regiment „Prinz Leopold“
  - II. Bataillon/Reserve-Fußartillerie-Regiment 1
- Pionier-Bataillon 6
- Divisions-Nachrichten-Kommandeur 6

## Geschichte
Die Division wurde am 1. April 1900 errichtet und das Kommando stand bis zur Auflösung des Großverbandes 1919 in Regensburg. Sie war dem III. Armee-Korps unterstellt.

### Erster Weltkrieg
Seit Beginn des Ersten Weltkriegs kämpfte sie im Rahmen der 6. Armee an der Westfront. Dort war sie den gesamten Kriegsverlauf im Einsatz.

### Gefechtskalender

#### 1914
- 8. bis 19. August – Grenzschutzgefechte in Lothringen
- 20. bis 22. August – Schlacht in Lothringen
- 22. August bis 14. September – Schlacht vor Nancy-Épinal
- ab 18. September – Kämpfe zwischen Maas und Mosel
  - 19. bis 30. September – Kämpfe auf den Maashöhen

#### 1915
- 1. Januar bis 31. Dezember – Kämpfe zwischen Maas und Mosel

#### 1916
- bis 14. Juli – Kämpfe zwischen Maas und Mosel
- 16. Juli bis 8. August – Schlacht um Verdun
- 8. August bis 15. September – Kampf im Argonner Wald
- 18. bis 27. September – Schlacht an der Somme
- ab 1. Oktober – Stellungskämpfe in Flandern und Artois

#### 1917
- bis 31. Januar – Stellungskämpfe in Flandern und Artois
- 1. Februar bis 1. April – Stellungskämpfe in Französisch-Flandern und Artois
- 2. April bis 20. Mai – Schlacht von Arras
- 21. Mai bis 20. September – Stellungskämpfe in Flandern und Artois
- 20. September bis 12. Oktober Schlacht in Flandern
- ab 12. Oktober – Stellungskämpfe in Flandern und Artois

#### 1918
- bis 16. März – Stellungskämpfe in Flandern und Artois
- 16. bis 20. März – Stellungskämpfe im Artois und Aufmarsch zur Großen Schlacht in Frankreich
- 21. bis 31. März – Große Schlacht in Frankreich
- 1. bis 15. April – Stellungskämpfe in Flandern
- 16. bis 29. April – Kämpfe im Wytschaete-Bogen
- 30. April bis 1. Mai – Stellungskrieg in Flandern
- 2. Mai bis 8. August – Stellungskämpfe vor Verdun
- 8. August bis 3. September – Abwehrschlacht zwischen Somme und Oise
- 4. bis 18. September – Kämpfe vor der Siegfriedfront
- 19. September bis 9. Oktober – Abwehrschlacht zwischen Cambrai und St. Quentin
- 10. Oktober bis 4. November – Kämpfe vor und in der Hermannstellung
- 5. bis 11. November – Rückzugskämpfe vor der Antwerpen-Maas-Stellung
- ab 12. November – Räumung des besetzten Gebietes und Marsch in die Heimat

## Kommandeure
| Dienstgrad            | Name                      | Datum                                   |
| --------------------- | ------------------------- | --------------------------------------- |
| Generalleutnant       | Carl von Horn             | 01. April 1900 bis 18. März 1904        |
| Generalleutnant       | Theodor von Zwehl         | 19. März 1904 bis 20. Mai 1906          |
| Generalleutnant       | Luitpold von Horn         | 21. Mai bis 12. Oktober 1906            |
| Generalleutnant       | Friedrich von Pflaum      | 13. Oktober 1906 bis 5. August 1909     |
| Generalleutnant       | Karl von Martini          | 06. August 1909 bis 21. April 1912      |
| Generalleutnant       | Oskar von Xylander        | 22. April 1912 bis 26. März 1913        |
| Generalleutnant       | Maximilian von Höhn       | 27. März 1913 bis 17. Februar 1915      |
| Generalleutnant       | Otto von Gyßling          | 17. Februar 1915 bis 17. April 1916     |
| Generalleutnant z. D. | Albert Koch               | 17. April bis 10. Juli 1916             |
| Generalleutnant       | Maximilian von Höhn       | 10. Juli bis 16. Oktober 1916           |
| Generalmajor          | Maximilian von Kirschbaum | 16. bis 23. Oktober 1916                |
| Generalmajor          | Ignaz von Godin           | 28. Oktober 1916 bis 28. September 1917 |
| Generalleutnant       | Karl von Riedl            | 30. September 1917 bis 29. Mai 1918     |
| Generalleutnant       | Otto von Rauchenberger    | 29. Mai bis 19. Dezember 1918           |
| Generalmajor          | Eugen Ritter von Zoellner | 20. Dezember 1918 bis 19. Juni 1919     |